# Maybe (Enrique Iglesias)
Maybe è il quinto singolo ad essere estratto dall'album Escape di Enrique Iglesias, pubblicato nel 2001.

## Tracce
Maxi Single
1. Maybe (Mark Taylor's mix)
2. Maybe
3. Maybe (CD-ROM video)
4. Hero
5. La chica de ayer
6. Love to See You Cry

CD-Single
1. Maybe (Mark Taylor's mix)
2. La chica de ayer
3. Love to See You Cry